# Arenaria bomiensis
Arenaria bomiensis är en nejlikväxtart som beskrevs av Li Hua Zhou. Arenaria bomiensis ingår i släktet narvar, och familjen nejlikväxter. Inga underarter finns listade i Catalogue of Life.